# Medgyesbodzás
Medgyesbodzás é um município da Hungria, situado no condado de Békés. Tem 31,67 km² de área e sua população em 2015 foi estimada em 1.060 habitantes.